# Ipod Mini

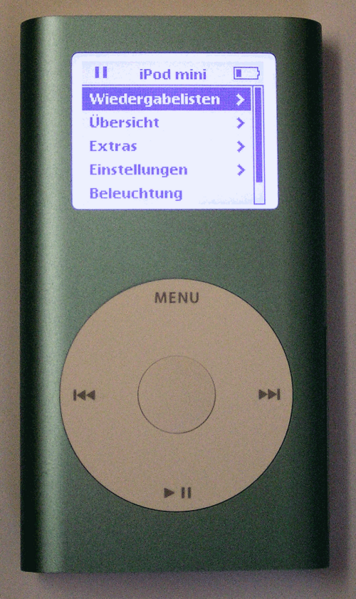
Andra generationens Ipod Mini i grön färg

Ipod Mini (ofta skrivet som iPod mini) var en mindre version av Apple Computers Ipod. Den presenterades första gången den 6 januari 2004 och släpptes den 20 februari samma år. Den fungerar tillsammans med en Macintosh eller Windowsdatorer, samt med tredjepartsmaskinvara till Linux och andra Unixmaskiner. En andra generation av produkten släpptes den 23 februari 2005. Ipod Mini slutade tillverkas den 7 september 2005 efter ersättning av Ipod Nano.
Spelaren hade inte samma typ av scrollhjul som den tredje generationens Ipod. Istället för fyra knappar placerade under displayen och över hjulet, fanns nu knapparna i själva hjulet. Det nya hjulet kallades för klickhjul och kom senare att användas i de efterföljande versionerna av Ipod.

## Överblick
De två generationernas Ipod Mini var nästan exakt likadana. Enda skillnaderna var hårddiskutrymmet samt batterikapaciteten. Båda versionerna var 91 × 51 × 13 millimeter stora och vägde 102 gram. Spelaren var i eloxerad aluminium. Första generationen Ipod Mini fanns i fem färger; silver, guld, blå, grön och rosa. Guldmodellen slutade att tillverkas vid den andra generationens Ipod Mini eftersom den inte sålde tillräckligt bra. I den andra versionens Ipod Mini gjordes färgerna mer skarpa och klara. Alla färger utom silver förändrades på något sätt. Knapptexterna på Ipod Minis första generation var gråa, men på andra versionens var knapparna mer anpassade efter färgen på övriga spelaren.
Ipod Mini använder sig av en mycket tunn microdrivehårddisk, tillverkad av Hitachi. Första generationen fanns med utrymme för fyra gigabyte och den andra generationen tillverkades med hårddiskar med både fyra och sex gigabyte.
Batteritiden på den första generationen var omkring åtta timmar, vilket ledde till en hel del kritik för batteriets korta hållbarhet. Problemet ordnades till nästa generations spelare, vilken hade arton timmars batteritid. Det har även framkommit mycket klagomål att batteriet slutar fungera efter cirka 200-300 uppladdningar. Med hjälp av två små skruvmejslar är det dock ganska enkelt och prisvärt att byta batteri. Den andra generationens spelare kom inte heller längre med någon FireWirekabel eller en liknande, eftersom priserna på efterföljande spelare skulle hållas nere.
Precis som de övriga, större modellerna av Ipod klarade spelaren av format som mp3, AAC/M4A, WAV, AIFF och Apple Lossless. Priserna på spelaren från början var 249 USD för den första generationens spelare. Vid lanseringen av nästa generation kostade en fyra gigabytemodell 199 USD och sexgigabytemodellen såldes för 249 USD.